# おゆき (1977年のテレビドラマ)
『おゆき』は、1977年上半期に放送された連続ドラマでポーラテレビ小説の第18作に当たる。
主演の名取裕子は青山学院大学の現役大学生で三浦友和の相手役でデビュー、これが初主演作となった。

## あらすじ
明治43年、土佐の鰹節問屋、南雲屋の娘おゆきは明るい娘だ。母さわは病床についており、娘の将来のため嫁がせようと考える。
しかし兄の松丸は縁談相手に土佐犬をけしかけて話をこわしてしまう。実はおゆきはさわの子ではなかった。17年前、巡礼の志津
がさわと善右衛門の夫婦に赤ん坊を託したのだった。跡取りの善太郎に嫁いで店を継いでほしい、と言い残しさわは息を引き取った。
善太郎と使用人のお美和は思い合う仲だった。ところがお美和は店を辞めさせられた。南雲屋の安泰を思う周囲のしわざ
だった。そのやり口が気にくわない松丸は善太郎と対立する。思い悩んだおゆきは店を去りお遍路に出る決心をする。ところが
松丸が一緒に行くと言い出す。二人は大阪に出てきた。松丸は米相場で一旗揚げようと考えるがまずは米問屋で見習いとなった。
そんな時、南雲屋を追われたお美和と再会する。おゆきはお美和を助けてほしい、と松丸に懇願する。有り金をはたいて色街から
見受けしてお美和を引き取った。米屋開業にからむ詐欺に騙されて意気消沈の松丸はお美和と結ばれる。もう自分の居場所はないと
感じたおゆきは下宿を去って料亭で働き始める。松丸は力づくで連れ戻そうとするが、襲われていると勘違いした通りすがりの
男が助けに入る。逆上した松丸は男を叩きのめす。男は入院し、松丸は留置場に入った。おゆきはその青年、保科健作に「兄やん
を助けとうせ」と涙ながらに懇願した。健作はおゆきの願いを聞きいれ、酒の上の喧嘩だったと証言する。おゆきは健作に好意
を感じるのだった。おゆきと松丸は大阪を去り東京へ向かった。東京に着いた二人は長屋を見つけるがそこの大家は人形町の寄席
「一扇亭」の女将お吉だった。ある日おゆきは人力車に轢かれそうになるが、乗っていたのはおゆきを捨てた実母の志津だった。
志津は米相場の大物の奥様になっていた。お吉に気にいられ一扇亭に働きに出たおゆきは思いがけず保科健作と再会する。二人は
結婚の約束をするが健作はドイツ留学に旅立ってしまう。結婚に反対する健作の母の策略だった。おゆきは保科家の前で一弦琴
を弾き「二度と人を好きになりません」と誓うのだった。松丸の死、志津の死を乗り越えて、お吉と甥の幸造に支えられおゆきは
健気に生きていく――。

## 出演
南雲屋の人たち
- ゆき - 名取裕子
- 松丸 - 前田吟
- 善右衛門 - 原保美
- さわ - 大路三千緒（宝塚歌劇団）
- 善太郎 - 柴田侊彦
- 善兵衛 - 佐藤英夫
- つね - 高田敏江
- 源三 - 早崎文司
- 美和 - 幸真喜子

その他
- お吉 - 赤木春恵
- 幸造 - 田村高廣
- 志津 - 千之赫子
- 大久保 - 花柳喜章
- 保科健作 - 新木しげる
- 保科久恵 - 外崎恵美子
- 宗十 - 瀬川新蔵
- てつ - 三木弘子
- 定吉 - 上田忠好
- 仙太 - 鈴木正幸
- 音松 - 山田貫太郎
- 三朝 - 三遊亭遊三
- お安 - 野際陽子
- 大瀬久美 - 遥くらら（宝塚歌劇団）
- 吉兆 - 島田正吾

## スタッフ
- 脚本 - 小山内美江子
- 音楽 - 惣領泰則
- 制作 - 柳井満
- プロデュース - 新井定雄
- 演出 - 高畠豊、大岡進、竹之下寛次
- ナレーター - 古今亭志ん朝

## その他
- 名取裕子のデビューのきっかけは三浦友和の相手役募集に応募したことによる。映画「星と嵐」に出演するが名取は大学在学中で演技経験はなかった。翌年「おゆき」で初主演を果たす。ポーラテレビ小説は新人女優の登竜門でもあったが劇団に属さず芸歴もない素人がここからデビューしたことでも知られる。藤真利子、樋口可南子、宮崎美子、萩尾みどり、山本みどり、岡江久美子らがそれに当たる。変わったところでは早稲田大学卒でアナウンサー志望だった浜尾朱美がいる。TBSの入社試験を受けた際にプロデューサーの目に止まりドラマデビューした。「青が散る」に出演したあと女優をやめ、志望通りニュースキャスターに転身した。
- 音楽は惣領泰則が担当した。インストのテーマ曲にさいとう大三が作詞し入江恵真の歌唱によるレコード「想い出がほほえみかけて」が発売された。番組内で使用されることはなく、イメージソングという位置付けである。
- 当時の「週刊テレビガイド」には1週間分のストーリーが掲載されていた。
- 原作本（ドラマのノベライゼーション）がTBSブリタニカより発売された。